# Поетика и херменевтика
Поетика и херменевтика (на немски: Poetik und Hermeneutik) – мащабен интердисциплинен изследователски проект, обединил в течение на три десетилетия литературни теоретици, философи, теолози и учени от различни хуманитарни полета около теоретични, методологически и емпирични проблеми при интерпретацията на феномени на културата и изкуството.

## Общи задачи
Основна задача на проекта е съединяването на лингвистичното и литературоведското структурно изучаване на текста и интертекстуалистката (поетика) с философската интерпретация на смисъла, условията на пораждането и възприемането му (херменевтика).

## История
Инициатори на проекта са философът Ханс Блуменберг, филологът германист Клеменс Хезелхаус и филологът романист Ханс Роберт Яус от университета в Гисен – те основават в Гисен Институт за херменевтика и литературознание на името на Лесинг. Общото наименование на групата „Поетика и херменевтика“ идва по-късно, негов баща е Ханс Блуменберг. В началото към тримата от Гисен се присъединява Якоб Таубес, но при самото формално основаване той е заместен от филолога англицист Волфганг Изер. Те се обръщат към представители на хуманитарните катедри на университетите в Германия с предложение за създаване на работна група по теоретико-методологическите проблеми на изследването на културата. Първото събиране на групата става на 17 – 19 юни 1963 г. в Гисен, но по-късно групата намира прием в Центъра за интердисциплинни изследвания на Университета в Билефелд, а след основаването през 1966 г. на реформисткия по замисъл по отношение на германската академична система Констанцки университет мястото се оказва малкият град Констанц.

## Участници
Сред участниците в проекта има представители на следните научни области (списък на постоянните и най-активни участници):
- англицистика
  - Волфганг Изер
  - Анселм Хаверкамп

- обща история
  - Райнхарт Козелек
  - Арно Бост
  - Кристиан Майер

- германистика
  - Петер Сонди
  - Волфганг Прайзенданц
  - Валтер Хауг
  - Герхард фон Гревениц
  - Клеменс Хезелхаус
  - Жан Болак
  - Улрих Гайер
  - Карлхайнц Борер

- история на изкуството
  - Макс Имдал

- класическа филология
  - Манфред Фурман
  - Райнхард Херцог
  - Арбогаст Шмид

- лингвистика
  - Алгирдас Жулиен Греймас

- педагогика
  - Гюнтер Бук

- романистика
  - Харалд Вайнрих
  - Райнер Варнинг
  - Волф-Дитер Щемпел
  - Вернер Краус
  - Карлхайнц Щирле
  - Ханс Роберт Яус

- славистика
  - Ренате Лахман
  - Дмитрий Чижевски
  - Юрий Щридтер

- социология
  - Зигфрид Кракауер
  - Никлас Луман
  - Алоис Хан

- сравнително литературознание
  - Рене Уелек

- теология
  - Волфхарт Паненберг

- философия
  - Ханс Блуменберг
  - Ханс-Георг Гадамер
  - Одо Марквард
  - Дитер Хенрих
  - Якоб Таубес
  - Манфред Франк
  - Юрген Хабермас

## Трудове
От 1963 до 1994 се организират общо 17 работни срещи на групата. Материалите от всяка среща са поставени в основата на съответния тематичен том. С прилагането на дискусиите след докладите (самите доклади са разпращани преди самите срещи, за да може дискусиите да бъдат аргументирани и съсредоточени около проблеми) поредицата се превръща в еталон за академично издаване. Цялата поредица излиза в издателство Вилхелм Финк в Мюнхен:
- 1. Имитация и илюзия/ Nachahmung und Illusion, колоквиум – юни 1963, Гисен, под ред. на Ханс Роберт Яус (1964)
- 2. Иманентна естетика, естетическа рефлексия. Лириката като парадигма на модерното/ Immanente Ästhetik, ästhetische Reflexion: Lyrik als Paradigma der Moderne, колоквиум – септември 1964, замъка Ауел край Кьолн, под ред. на Волфганг Изер (1966)
- 3. Повече никога прекрасно изкуство: граничните феномени на естетическото/ Die nicht mehr schönen Künste: Grenzphänomene des Ästhetischen, колоквиум – 1966, Линдау, под ред. на Ханс Роберт Яус (1968)
- 4. Терорът и играта: проблеми на рецепцията на митовете/ Terror und Spiel: Probleme der Mythenrezeption, под ред. на Манфред Фурман (1971)
- 5. Историята: събитие и разказ/ Geschichte – Ereignis und Erzählung, под ред. на Райнхарт Козелек и Волф-Дитер Щемпел (1973)
- 6. Позиции на негативността/ Positionen der Negativität, под. ред на Харалд Вайнрих (1975)
- 7. Комическото/ Das Komische, колоквиум – 2 – 7 септември 1974, Бад Хомбург, под ред. на Волфганг Прайзенданц и Райнер Варнинг (1976)
- 8. Идентичността/ Identität, колоквиум – 1976, Бад Хомбург, под ред на Одо Марквард и Карлхайнц Щирле (1979)
- 9. Текстът и неговата употреба/ Text und Applikation, Бад Хомбург, под. ред. на Манфред Фурман, Ханс Роберт Яус и Волфхарт Паненберг (1981)
- 10. Функциите на фиктивното/ Funktionen des Fiktiven, под ред. на Дитер Хенрих и Волфганг Изер (1983)
- 11. Разговорът/ Das Gespräch, под ред. на Карлхайнц Щирле и Райнер Варнинг (1984)
- 12. Смяна и съзнание на епохите/ Epochenschwelle und Epochenbewusstsein, колоквиум – 1983, Бад Хомбург, под ред. на Райнхарт Херцог и Райнхарт Козелек (1987)
- 13. Индивидуалността/ Individualität, под ред. на Манфред Франк и Анселм Хаверкамп (1988)
- 14. Празникът/ Das Fest, колоквиум – 1987, Бад Хомбург, под ред. на Валтер Хауг и Райнер Варнинг (1989)
- 15. Memoria: забравяне и спомняне/ Memoria: vergessen und erinnern, под ред. на Анселм Хаверкамп и Ренате Лахман, при съдействието на Райнхарт Херцог (1992)
- 16. Краят: фигурите на една мисловна форма/ Das Ende: Figuren einer Denkform, под ред. на Карлхайнц Щирле и Райнер Варнинг (1996)
- 17. Случайността/ Kontingenz, колоквиум – 1994, Бад Хомбург, под ред. на Герхарт фон Гревениц и Одо Марквард при участието на Матиас Кристен (1998; включва статията на Ханс Роберт Яус „Епилог“, обобщаващата резултатите от проекта).